# Masters of Formula 3 1996
De Marlboro Masters of Formula 3 1996 was de zesde editie van de Masters of Formula 3. De race, waarin Formule 3-teams uit verschillende Europese kampioenschappen tegen elkaar uitkomen, werd verreden op 4 augustus 1996 op het Circuit Park Zandvoort.
De race werd gewonnen door Kurt Mollekens voor Alan Docking Racing. Paul Stewart Racing-coureur Jonny Kane en Opel Team BSR-coureur Nick Heidfeld maakten het podium compleet.

## Inschrijvingen
| Team                           | No | Rijder              | Chassis | Motor       | Kampioenschap         |
| ------------------------------ | -- | ------------------- | ------- | ----------- | --------------------- |
| Opel Team KMS Benetton Formula | 1  | Jarno Trulli        | Dallara | Opel        | Duitse Formule 3      |
| Opel Team KMS Benetton Formula | 2  | Dominik Schwager    | Dallara | Opel        | Duitse Formule 3      |
| Paul Stewart Racing            | 3  | Jonny Kane          | Dallara | Mugen-Honda | Britse Formule 3      |
| Paul Stewart Racing            | 4  | Ralph Firman        | Dallara | Mugen-Honda | Britse Formule 3      |
| Graff Racing                   | 7  | Grégoire de Galzain | Dallara | Opel        | Franse Formule 3      |
| Graff Racing                   | 8  | Soheil Ayari        | Dallara | Opel        | Franse Formule 3      |
| Graff Racing                   | 10 | Boris Derichebourg  | Dallara | Opel        | Franse Formule 3      |
| Opel Team BSR                  | 11 | Marcel Tiemann      | Dallara | Opel        | Duitse Formule 3      |
| Opel Team BSR                  | 12 | Arnd Meier          | Dallara | Opel        | Duitse Formule 3      |
| Opel Team BSR                  | 15 | Nick Heidfeld       | Dallara | Opel        | Duitse Formule 3      |
| Fortec Motorsport with HKS     | 16 | Juan Pablo Montoya  | Dallara | Mitsubishi  | Britse Formule 3      |
| Fortec Motorsport with HKS     | 17 | Guy Smith           | Dallara | Mitsubishi  | Britse Formule 3      |
| EF Project                     | 18 | Michele Gasparini   | Dallara | Fiat        | Italiaanse Formule 3  |
| ASM Technik                    | 19 | Sébastien Philippe  | Dallara | Fiat        | Franse Formule 3      |
| ASM Technik                    | 20 | James Ruffier       | Dallara | Fiat        | Franse Formule 3      |
| Shannon Racing Team            | 21 | Christian Menzel    | Dallara | Opel        | Duitse Formule 3      |
| Shannon Racing Team            | 22 | Dirk Müller         | Dallara | Opel        | Duitse Formule 3      |
| Shannon Racing Team            | 43 | Emmanuel Clérico    | Dallara | Opel        | Duitse Formule 3      |
| Alan Docking Racing            | 23 | Kurt Mollekens      | Dallara | Mugen-Honda | Britse Formule 3      |
| Alan Docking Racing            | 24 | Brian Cunningham    | Dallara | Mugen-Honda | Britse Formule 3      |
| Cevenini Junior Team           | 25 | Maurizio Mediani    | Dallara | Fiat        | Italiaanse Formule 3  |
| Cevenini Junior Team           | 26 | Nikolaos Stremmenos | Dallara | Fiat        | Italiaanse Formule 3  |
| Shannon Racing Italia          | 29 | Gianluca Paglicci   | Dallara | Opel        | Franse Formule 3      |
| Shannon Opel Racing Team       | 31 | Steffen Widmann     | Dallara | Opel        | Duitse Formule 3      |
| Shannon Opel Racing Team       | 32 | Manuel Gião         | Dallara | Opel        | Duitse Formule 3      |
| Tom's Racing                   | 35 | Takashi Yokoyama    | TOM'S   | Toyota      | Britse Formule 3      |
| Tom's Racing                   | 36 | Brian Smith         | TOM'S   | Toyota      | Britse Formule 3      |
| Tom's Racing                   | 38 | Kazuto Yanagawa     | TOM'S   | Toyota      | Britse Formule 3      |
| Josef Kaufmann Racing          | 39 | Wolf Henzler        | Dallara | Opel        | Duitse Formule 3      |
| Ravarotto Racing               | 40 | Anthony Beltoise    | Dallara | Fiat        | Franse Formule 3      |
| Tatuus                         | 42 | Tommy Rustad        | Dallara | Fiat        | Italiaanse Formule 3  |
| Van Amersfoort Racing          | 45 | Tim Coronel         | Dallara | Fiat        | Europese Formule Opel |
| Prema Powerteam                | 46 | André Couto         | Dallara | Fiat        | Duitse Formule 3      |
| Prema Powerteam                | 47 | Donny Crevels       | Dallara | Fiat        |                       |
| Racing for Europe              | 48 | Davide Campana      | Dallara | Opel        | Italiaanse Formule 3  |
| Luciano Pavesi Team            | 49 | Oliver Martini      | Dallara | Fiat        | Italiaanse Formule 3  |
| Ital Racing                    | 50 | Nikolaos Nicolouzos | Dallara | Fiat        | Italiaanse Formule 3  |
| Autoclub Excelsior             | 51 | Tim Verbergt        | Dallara | Fiat        | Duitse Formule 3      |
| DC Cook Motorsport             | 53 | Paula Cook          | Dallara | Alfa Romeo  | Britse Formule 3      |

## Kwalificatie
| Positie | Nr. | Rijder              | Team                           | Tijd     |
| ------- | --- | ------------------- | ------------------------------ | -------- |
| 1       | 23  | Kurt Mollekens      | Alan Docking Racing            | 1:02.332 |
| 2       | 3   | Jonny Kane          | Paul Stewart Racing            | 1:02.480 |
| 3       | 16  | Juan Pablo Montoya  | Fortec Motorsport with HKS     | 1:02.480 |
| 4       | 15  | Nick Heidfeld       | Opel Team BSR                  | 1:02.511 |
| 5       | 40  | Anthony Beltoise    | Ravarotto Racing               | 1:02.562 |
| 6       | 4   | Ralph Firman        | Paul Stewart Racing            | 1:02.571 |
| 7       | 12  | Arnd Meier          | Opel Team BSR                  | 1:02.590 |
| 8       | 24  | Brian Cunningham    | Alan Docking Racing            | 1:02.611 |
| 9       | 36  | Brian Smith         | Tom's Racing                   | 1:02.708 |
| 10      | 1   | Jarno Trulli        | Opel Team KMS Benetton Formula | 1:02.712 |
| 11      | 8   | Soheil Ayari        | Graff Racing                   | 1:02.840 |
| 12      | 43  | Emmanuel Clérico    | Shannon Racing Team            | 1:02.977 |
| 13      | 32  | Manuel Gião         | Shannon Opel Racing Team       | 1:03.028 |
| 14      | 42  | Tommy Rustad        | Tatuus                         | 1:03.031 |
| 15      | 17  | Guy Smith           | Fortec Motorsport with HKS     | 1:03.067 |
| 16      | 46  | André Couto         | Prema Powerteam                | 1:03.108 |
| 17      | 25  | Maurizio Mediani    | Cevenini Junior Team           | 1:03.114 |
| 18      | 2   | Dominik Schwager    | Opel Team KMS Benetton Formula | 1:03.202 |
| 19      | 51  | Tim Verbergt        | Autoclub Excelsior             | 1:03.206 |
| 20      | 29  | Gianluca Paglicci   | Shannon Racing Italia          | 1:03.274 |
| 21      | 11  | Marcel Tiemann      | Opel Team BSR                  | 1:03.319 |
| 22      | 48  | Davide Campana      | Racing for Europe              | 1:03.378 |
| 23      | 18  | Michele Gasparini   | EF Project                     | 1:03.400 |
| 24      | 21  | Christian Menzel    | Shannon Racing Team            | 1:03.490 |
| 25      | 49  | Oliver Martini      | Luciano Pavesi Team            | 1:03.496 |
| 26      | 47  | Donny Crevels       | Prema Powerteam                | 1:03.551 |
| 27      | 22  | Dirk Müller         | Shannon Racing Team            | 1:03.613 |
| 28      | 20  | James Ruffier       | ASM Technik                    | 1:03.623 |
| 29      | 35  | Takashi Yokoyama    | Tom's Racing                   | 1:03.663 |
| 30      | 10  | Boris Derichebourg  | Graff Racing                   | 1:03.675 |
| 31      | 38  | Kazuto Yanagawa     | Tom's Racing                   | 1:03.691 |
| 32      | 19  | Sébastien Philippe  | ASM Technik                    | 1:03.726 |
| 33      | 7   | Grégoire de Galzin  | Graff Racing                   | 1:03.782 |
| 34      | 31  | Steffen Widmann     | Shannon Opel Racing Team       | 1:03.785 |
| 35      | 39  | Wolf Henzler        | Josef Kaufmann Racing          | 1:03.798 |
| 36      | 45  | Tim Coronel         | Van Amersfoort Racing          | 1:03.839 |
| 37      | 26  | Nikolaos Stremmenos | Cevenini Junior Team           | 1:03.925 |
| 38      | 50  | Nikolaos Nikolouzos | Ital Racing                    | 1:04.107 |
| 39      | 53  | Paula Cook          | DC Cook Racing                 | 1:04.703 |

## Race
| Positie | Nr. | Rijder              | Team                           | Ronden | Tijd/Verschil       | Grid |
| ------- | --- | ------------------- | ------------------------------ | ------ | ------------------- | ---- |
| 1       | 23  | Kurt Mollekens      | Alan Docking Racing            | 32     | 36:18.819           | 1    |
| 2       | 3   | Jonny Kane          | Paul Stewart Racing            | 32     | +4.332              | 2    |
| 3       | 15  | Nick Heidfeld       | Opel Team BSR                  | 32     | +11.113             | 4    |
| 4       | 16  | Juan Pablo Montoya  | Fortec Motorsport with HKS     | 32     | +19.168             | 3    |
| 5       | 29  | Gianluca Paglicci   | Shannon Racing Italia          | 32     | +34.113             | 20   |
| 6       | 42  | Tommy Rustad        | Tatuus                         | 32     | +35.270             | 14   |
| 7       | 25  | Maurizio Mediani    | Cevenini Junior Team           | 32     | +35.442             | 17   |
| 8       | 43  | Emmanuel Clérico    | Shannon Racing Team            | 32     | +37.155             | 12   |
| 9       | 51  | Tim Verbergt        | Autoclub Excelsior             | 32     | +37.992             | 19   |
| 10      | 48  | Davide Campana      | Racing for Europe              | 32     | +39.513             | 22   |
| 11      | 46  | André Couto         | Prema Powerteam                | 32     | +40.756             | 16   |
| 12      | 10  | Boris Derichebourg  | Graff Racing                   | 32     | +41.702             | 30   |
| 13      | 47  | Donny Crevels       | Prema Powerteam                | 32     | +43.061             | 26   |
| 14      | 20  | James Ruffier       | ASM Technik                    | 32     | +46.987             | 28   |
| 15      | 2   | Dominik Schwager    | Opel Team KMS Benetton Formula | 32     | +47.737             | 18   |
| 16      | 7   | Grégoire de Galzin  | Graff Racing                   | 32     | +48.460             | 33   |
| 17      | 18  | Michele Gasparini   | EF Project                     | 32     | +51.140             | 23   |
| 18      | 38  | Kazuto Yanagawa     | Tom's Racing                   | 32     | +59.110             | 31   |
| 19      | 1   | Jarno Trulli        | Opel Team KMS Benetton Formula | 31     | Uitgevallen         | 10   |
| 20      | 8   | Soheil Ayari        | Graff Racing                   | 31     | +1 ronde            | 11   |
| 21      | 35  | Takashi Yokoyama    | Tom's Racing                   | 30     | +2 ronden           | 29   |
| 22      | 36  | Brian Smith         | Tom's Racing                   | 30     | +2 ronden           | 9    |
| DNF     | 11  | Marcel Tiemann      | Opel Team BSR                  | 18     | Uitgevallen         | 21   |
| DNF     | 32  | Manuel Gião         | Shannon Opel Racing Team       | 17     | Uitgevallen         | 13   |
| DNF     | 21  | Christian Menzel    | Shannon Racing Team            | 14     | Uitgevallen         | 24   |
| DNF     | 4   | Ralph Firman        | Paul Stewart Racing            | 6      | Uitgevallen         | 6    |
| DNF     | 19  | Sébastien Philippe  | ASM Technik                    | 6      | Uitgevallen         | 32   |
| DNF     | 40  | Anthony Beltoise    | Ravarotto Racing               | 5      | Uitgevallen         | 5    |
| DNF     | 12  | Arnd Meier          | Opel Team BSR                  | 1      | Uitgevallen         | 7    |
| DNF     | 49  | Oliver Martini      | Luciano Pavesi Team            | 0      | Uitgevallen         | 25   |
| DNF     | 17  | Guy Smith           | Fortec Motorsport with HKS     | 0      | Uitgevallen         | 15   |
| DNF     | 24  | Brian Cunningham    | Alan Docking Racing            | 0      | Uitgevallen         | 8    |
| DNS     | 22  | Dirk Müller         | Shannon Racing Team            | 0      | Teruggetrokken      | 27   |
| DNQ     | 31  | Steffen Widmann     | Shannon Opel Racing Team       | 0      | Niet gekwalificeerd |      |
| DNQ     | 39  | Wolf Henzler        | Josef Kaufmann Racing          | 0      | Niet gekwalificeerd |      |
| DNQ     | 45  | Tim Coronel         | Van Amersfoort Racing          | 0      | Niet gekwalificeerd |      |
| DNQ     | 26  | Nikolaos Stremmenos | Cevenini Junior Team           | 0      | Niet gekwalificeerd |      |
| DNQ     | 50  | Nikolaos Nikolouzos | Ital Racing                    | 0      | Niet gekwalificeerd |      |
| DNQ     | 53  | Paula Cook          | DC Cook Racing                 | 0      | Niet gekwalificeerd |      |

1991 · 1992 · 1993 · 1994 · 1995 · 1996 · 1997 · 1998 · 1999 · 2000 · 2001 · 2002 · 2003 · 2004 · 2005 · 2006 · 2007 · 2008 · 2009 · 2010 · 2011 · 2012 · 2013 · 2014 · 2015 · 2016
Lijst van coureurs